# Hiến tinh trùng
Hiến tinh trùng là việc một người đàn ông tặng tinh trùng của mình cho trung tâm hay ngân hàng tinh trùng để họ sử dụng cho thụ tinh trong ống nghiệm. Người hiến tinh trùng có thể được trả thù lao hoặc không và phải được xét nghiệm đảm bảo không bị bệnh, được kiểm tra có tình trạng tinh trùng tốt có thể thụ thai, không có gene mắc các bệnh nguy hiểm và có trình độ học thức nhất định. Người hiến tinh trùng xuất tinh vào dụng cụ chứa và tinh trùng được bảo quản đông lạnh. 
Những người nhận tinh trùng không được phép biết danh tính người hiến.
Tinh trùng được sử dụng để thụ thai một người phụ nữ không phải là đối tác tình dục của người hiến tinh trùng. Trong khi những người hiến tinh trùng là cha đẻ tự nhiên hay sinh học của mọi trẻ em được sinh do kết quả của sự đóng góp của người hiến, người hiến thường không có ý định là cha hợp pháp hay de jure. Tùy thuộc vào thẩm quyền và pháp luật, người hiến có thể hoặc có thể không muộn có đủ điều kiện để tìm kiếm quyền của cha mẹ hoặc chịu trách nhiệm về các nghĩa vụ của cha mẹ đối với đứa trẻ sinh ra nhờ tinh trùng của anh ta.
Tinh trùng thường được tặng thông qua một ngân hàng tinh trùng hoặc phòng khám, có thể quy định ở mỗi quốc gia khác nhau, bao gồm các hạn chế đối với những người hiến tinh trùng giấu tên và số con cái. Bởi có tinh trùng cung cấp bởi cá nhân và trực tiếp chuyển đến người mẹ đã định, những người hiến tinh trùng và người nhận có thể tránh được giới hạn pháp lý mà còn bị mất những lợi ích của pháp luật bảo vệ quyền và trách nhiệm của người nhận và các nhà tài trợ.
Các cặp dị tính bị vô sinh nam, các cặp vợ chồng đồng tính nữ, và phụ nữ độc thân là người nhận chính tinh trùng được hiến. Khi đi qua một ngân hàng tinh trùng, họ có thể chọn người hiến tinh trùng để sử dụng cho họ trên cơ sở ngoại hình, tính cách, khả năng học tập, chủng tộc, và nhiều yếu tố khác. Một số ngân hàng tinh trùng, hoặc bằng cách lựa chọn hoặc quy định, giới hạn số lượng thông tin đến người nhận tiềm năng, mong muốn có được thêm thông tin về những người hiến là một trong những lý do tại sao người nhận có thể chọn để sử dụng một người hiến được biết và/hoặc tặng tư nhân.
Quá trình thụ thai thường được thực hiện bằng cách sử dụng tinh trùng hiến tặng bằng thụ tinh nhân tạo (hoặc ICI hoặc IUI tại một phòng khám, hoặc thụ tinh Intravaginal ở nhà) và ít phổ biến hơn trong thụ tinh ống nghiệm (IVF), thường được biết trong bối cảnh này là ART nhưng thụ tinh cũng có bằng cách người hiến có quan hệ tình dục với một phụ nữ vì mục đích duy nhất để thụ thai. Phương pháp này được gọi là thụ tinh tự nhiên, hoặc NI.